# Paraphytus foveatus
Paraphytus foveatus är en skalbaggsart som beskrevs av Antoine Boucomont 1923. Paraphytus foveatus ingår i släktet Paraphytus och familjen bladhorningar. Inga underarter finns listade i Catalogue of Life.